# 英雄萨姆3：BFE
《英雄萨姆3: BFE》（BFE是Before First Encounter的縮寫）是由Croteam开发，Devolver Digital发行的第一人称射击游戏。游戏是英雄萨姆系列的最新作，也是《英雄萨姆：第一次遭遇》的前传。游戏故事发生在22世纪Mental入侵地球之时，这在《英雄萨姆：第一次遭遇》中有过暗示。游戏设定在埃及，并设有16人合作战役模式，以及四玩家分屏模式。